# Chinchaöarna
Chinchaöarna (spanska Islas Chincha) är en peruansk ögrupp bestående av tre små öar som är belägna 21 kilometer utanför staden Pisco på Perus sydvästkust.
Största ön heter Isla Chincha Norte och är 1,3 kilometer lång samt upp till 1 km bred. Den reser sig till en höjd av 34 meter. Isla Chincha Centro är nästan av samma storlek som sin granne i norr, medan Isla Chincha Sur är hälften så stor som grannöarna. Öarna består främst av granit med klippor på alla sidor och utgör häckningsplatser för havsfåglar.
Tidigare fanns här rikliga mängder av guano som hämtades till Europa för att användas som gödsel, men tillgångarna var i det närmaste uttömda 1874.
Här fanns en gång Chinchafolket, men bara några få av dem lever här i dag. Peru började 1840 exportera guano. Spanien hade då inte erkänt Perus självständighet, vilket hände först 1879, och ville också ha del i vinsten. De ockuperade då öarna i april 1864, och Chinchakriget (1864–1866) började.